# Oregon Trail
Az Oregon Trail egy 2170 mérföldes (3490 km) kelet-nyugati irányú, nagyméretű szekérút és kivándorlási útvonal volt az Amerikai Egyesült Államokban, amely a Missouri folyót kötötte össze az oregoni völgyekkel. Az Oregon Trail keleti szakasza a mai Kansas állam egy részén, valamint a mai Nebraska és Wyoming államok majdnem teljes területén húzódott. Az ösvény nyugati fele a mai Idaho és Oregon államok nagy részén húzódott.
Az Oregon Trail-t szőrmekereskedők és prémvadászok hozták létre körülbelül 1811 és 1840 között, és csak gyalog vagy lóháton lehetett rajta végigmenni. 1836-ra, amikor a Missouri állambeli Independence-ben megszervezték az első vándorló szekérkaravánt, már kiépítettek egy szekérutat az idahói Fort Hallba. A szekérutakat egyre nyugatabbra is kiépítették, és végül egészen az oregoni Willamette-völgyig jutottak el, amikor is az Oregon Trail néven ismert útvonal már teljes volt, még akkor is, amikor szinte évente fejlesztéseket hajtottak végre hidak, elágazások, kompok és utak formájában, amelyek gyorsabbá és biztonságosabbá tették az utazást. Az Iowa, Missouri vagy Nebraska Territory különböző kiindulópontjairól az útvonalak a Platte folyó alsó völgyében, a Nebraska Territoryban található Fort Kearny közelében futottak össze, és a Sziklás-hegységtől nyugatra fekvő termékeny mezőgazdasági területek felé vezettek.
Az 1830-as évek elejétől az 1830-as évek közepéig (és különösen az 1846-1869-es években) az Oregon Trail-t és annak számos mellékágát mintegy 400 000 telepes, farmer, bányász és üzlettulajdonos és családjaik használták. Az ösvény keleti felét a California Trail (1843-tól), a Mormon Trail (1847-től) és a Bozeman Trail (1863-tól) utazói is használták, mielőtt külön úticéljuk felé fordultak. Az ösvény használata csökkent, miután 1869-ben elkészült az első transzkontinentális vasútvonal, amely lényegesen gyorsabbá, olcsóbbá és biztonságosabbá tette a nyugati utazást. Ma a modern autópályák, mint például az Interstate 80 és az Interstate 84, ugyanezen útvonal egy részét követik nyugat felé, és olyan városokon haladnak keresztül, amelyeket eredetileg az Oregon Trail használóinak kiszolgálására hoztak létre.

## A Lewis és Clark expedíció

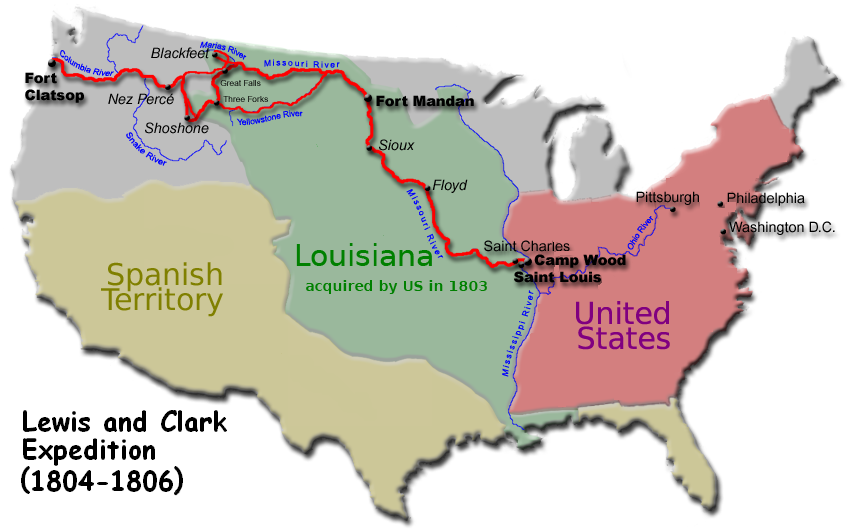
A Lewis és Clark expedíció útvonala

1803-ban Thomas Jefferson elnök a következő utasításokat adta ki Meriwether Lewisnak: "Küldetésed célja a Missouri folyó és annak olyan fő folyói feltárása, amelyek a Csendes-óceán vizével való folyása és összeköttetése révén, akár a Columbia, Oregon, Colorado és/vagy más folyó kínálja a legközvetlenebb és legpraktikusabb vízi összeköttetést a kontinensen keresztül a kereskedelem céljaira." Bár Lewis és William Clark megtalálta az utat a Csendes-óceánhoz, csak 1859-ben jött létre egy közvetlen és járható útvonal, a Mullan Road, amely összekötötte a Missouri folyót a Columbia folyóval.
A mai kontinentális Egyesült Államokon átvezető első szárazföldi útvonalat a Lewis és Clark-expedíció térképezte fel 1804 és 1806 között. Lewis és Clark kezdetben úgy vélték, hogy megtalálták a nyugati partra vezető praktikus szárazföldi útvonalat; azonban a Sziklás-hegységen át vezető két hágóról, a Lemhi-hágóról és a Lolo-hágóról kiderült, hogy túlságosan nehéz a préri szkúnerek szekereinek jelentős útépítés nélkül átjutni. Az 1806-os visszaúton a Columbia-folyótól a Snake-folyóig és a Clearwater-folyóig ismét a Lolo-hágón keresztül utaztak. Ezután a szárazföldön haladtak felfelé a Blackfoot folyón, majd a Lewis és Clark hágónál, ahogyan később ismert lett, átkeltek a kontinentális választóvonalon, és továbbmentek a Missouri folyó forrásvidékére. Ez végül rövidebb és gyorsabb útvonal volt, mint az, amelyet nyugat felé követtek. Ennek az útvonalnak az volt a hátránya, hogy túlságosan zord volt a szekerek számára, és a Blackfoot törzsek ellenőrizték. Bár Lewis és Clark csak a Missouri folyó felső vízgyűjtőjének egy keskeny szakaszán és a Columbia folyó vízgyűjtőjének egy részén haladt, ezt tekintették a Sziklás-hegység nagy részét lecsapoló két fő folyónak, és az expedíció megerősítette, hogy nincs "könnyű" útvonal az északi Sziklás-hegységen keresztül, ahogy azt Jefferson remélte. Mindazonáltal ez a híres expedíció feltérképezte mind a keleti, mind a nyugati folyóvölgyeket (Platte és Snake folyók), amelyek az Oregon Trail (és más kivándorlási utak) útvonalát a kontinentális választóvonalon átvezetik - csak a déli hágót vagy néhány összekötő völgyet nem találták meg, amelyeket később a magashegységben használtak. Megmutatták az utat a hegyi embereknek, akik egy évtizeden belül jobb utat találtak az átkeléshez, még ha ez nem is volt könnyű út.

### Másodlagos források
- Bagley, Will. So Rugged and Mountainous: Blazing the Trails to Oregon and California, 1812–1848 (University of Oklahoma Press; 458 pages; 2010). First book in a projected four-volume study of the course and impact of western migration.
- Dary, David. The Oregon Trail: An American Saga (Alfred A. Knopf: 2004). A one-volume history of the Oregon Trail.
- Faragher, John Mack. Women and Men on the Overland Trail (2nd ed. 2001) excerpt and text search
- Federal Writers' Project. The Oregon trail: the Missouri River to the Pacific ocean (1939) online edition, 244pp
- Hanson, T J. Western Passage. Bookmasters, Inc (2001). ISBN 978-0-9705847-0-0
- Peters, Arthur K.. Seven trail west. Abbeville Press (1996). ISBN 978-1-55859-782-2
- Unruh, John David. The Plains Across: The Overland Emigrants and the Trans-Mississippi West, 1840–1860. University of Illinois Press (1979) the standard scholarly history

### Elsődleges források
- Crawford, Medorem. Journal of Medorem Crawford: an account of his trip across the plains with the Oregon pioneers of 1842 (DJVU), Star Job Office (1897). OCLC 5001642
- Hewitt, Randall. Notes by the way: memoranda of a journey across the plains, from Dundee, Ill., to Olympia, W. T. May 7, to November 3, 1862 (DJVU), Washington Standard (1863). OCLC 51465106
- Myres, Sandra L., ed. Ho for California!: Women's Overland Diaries from the Huntington Library (2007)
- Parkman, Francis, The Oregon Trail: Sketches of Prairie and Rocky-Mountain Life. University of Virginia Press., personal account by a famous historian
- Smedley, William. Across the Plains in '62 (DJVU) (1916). ISBN 978-0-87770-460-7. OCLC 4981167
- Ward, D. B.. Across the Plains in 1853 (DJVU), Ward (1911). ISBN 978-0-8466-0061-9. OCLC 2931824
- Williams, Joseph. Narrative of a Tour from the State of Indiana to the Oregon Territory in the Years 1841–2 (DJVU), Standard (1921). ISBN 978-0-87770-172-9. OCLC 2095243